# Dipartimento per le infrastrutture
Il Dipartimento per le infrastrutture (in inglese: Department for Infrastructure)) è il dipartimento ministeriale devoluto dell'Irlanda del Nord responsabile per i trasporti e la pianificazione di città e paesi.
La posizione è occupata da Nichola Mallon dall'11 gennaio 2020.

## Storia
A seguito del referendum del 23 maggio 1998 sull'accordo del Venerdì Santo e del Royal Assent al Northern Ireland Act 1998 del 19 novembre, sono istituiti dal governo laburista del Primo ministro Tony Blair un'assemblea e un esecutivo. Questo processo, noto come devoluzione, persegue l'obiettivo di conferire all'Irlanda del Nord il proprio potere legislativo.
Nel dicembre 1999, sulla base del Northern Ireland Act, il decreto sui dipartimenti dell'Irlanda del Nord istituisce il Dipartimento per lo sviluppo regionale.
Tra il 12 febbraio e il 30 maggio 2000 e dal 15 ottobre 2002 all'8 maggio 2007, la devoluzione è stata sospesa e il dipartimento è stato sottoposto all'amministrazione diretta di un ministro dell'ufficio per l'Irlanda del Nord, che costituisce uno dei dipartimenti governativi del Regno Unito.
Con il Northern Ireland Departments Act 2016, il dipartimento è stato ribattezzato Dipartimento per le infrastrutture.

## Funzioni
Il dipartimento ha competenze nelle aree:
- sviluppo e pianificazione strategica regionale;
- strategia di trasporto;
- trasporto sostenibile;
- strade pubbliche;
- trasporto pubblico;
- aeroporti;
- porti marittimi.

D'altra parte, il Parlamento del Regno Unito ha mantenuto i poteri (reserved matters):
- su navigazione, compresa la marina mercantile;
- sull'aviazione civile.

## Ministri
|                                                   | Ministro          | Immagine | Partito   | Inizio            | Fine              |
| ------------------------------------------------- | ----------------- | -------- | --------- | ----------------- | ----------------- |
|                                                   | Peter Robinson    |          | DUP       | 2 dicembre 1999   | 11 febbraio 2000  |
| Ufficio sospeso                                   |                   |          |           |                   |                   |
|                                                   | Peter Robinson    |          | DUP       | 30 maggio 2000    | 27 luglio 2001    |
|                                                   | Gregory Campbell  |          | DUP       | 27 luglio 2001    | 24 ottobre 2001   |
|                                                   | Peter Robinson    |          | DUP       | 24 ottobre 2001   | 14 ottobre 2002   |
| Ufficio sospeso                                   |                   |          |           |                   |                   |
|                                                   | Conor Murphy      |          | Sinn Féin | 8 maggio 2007     | 16 maggio 2011    |
|                                                   | Danny Kennedy     |          | UUP       | 16 maggio 2011    | 1º settembre 2015 |
|                                                   | Michelle McIlveen |          | DUP       | 21 settembre 2015 | 6 maggio 2016     |
| Ufficio rinominato Ministro per le infrastrutture |                   |          |           |                   |                   |
|                                                   | Chris Hazzard     |          | Sinn Féin | 25 maggio 2016    | 26 gennaio 2017   |
| Ufficio sospeso                                   |                   |          |           |                   |                   |
|                                                   | Nichola Mallon    |          | SDLP      | 11 gennaio 2020   | in carica         |